# Youn Yuh-jung
Youn Yuh-jung (født 19. juni 1947) er en sydkoreansk skuespillerinde, hvis karriere strækker sig over fem årtier.
Hun har spillet med i mange sydkoreanske film og tv-serier, og fik international anerkendelse for sin rolle i Minari. Hendes kritikerroste portræt af Soon-ja i filmen gjorde hende til den første vinder af en Screen Actors Guild Award, BAFTA og en Oscar. Og var også den første koreaner til at blive nomineret til en Crtics' Choice Award.
I slutningen af 1960'erne var Youn en voksende stjerne i Sydkorea og vandt flere priser for sin rolle i filmen Hwanyeo i 1971. Hun trak sig tilbage fra rampelyset i flere år, inden hun vendte tilbage til skuespillet i slutningen af 1980'erne.
Udover Hwanyeo og Minari er Youn kendt for sit arbejde med Sydkoreanske film som Hanyo - tjenestepigen (2010), Donui mat (2012), Jug-yeo-ju-neun Yeo-ja (2016) og Canola (2016)

## Liv of karriere
Youn Yuh-jung blev født den 19. juni 1947 i Kaesong, Gyeonggi-provinsen og voksede op i Seoul. Hendes far døde, da hun var ung. Hun har to søstre. Hendes søster Youn Yeo-soon er tidligere direktør i LG Group.
Hun gik i gymnasiet på Ewha Girls 'High School, og fortsatte på Hanyang University med hovedfag i koreansk sprog og litteratur.
Hun droppede ud af college og debuterede i tv-dramaet Mister Gom i 1967.
Hendes første film, Kim Ki-youngs Hwanyeo blev et kommercielt hit,, som hun vandt bedste skuespillerinde ved Sitges Film Festival.
Dette blev efterfulgt af MBCs historiske dramaserie Jang Hui-bin, hvor hun spillede den titulære berygtede kongelige konkubine.
Kim blev betragtet som Koreas første stilbevidste, eksperimentelle instruktør, og Youn var ikke bange for at spille risque, provokerende karakterer, der udforsker det groteske i den kvindelige psyke i samarbejde med ham såsom Chungyo (1972) og Cheonsayeo aknyeoga doila (1990).
På toppen af sin karriere gik Youn på pension, efter at hun blev gift med sanger Jo Young-nam i 1974 og derefter immigrerede til USA. I 1984 vendte hun tilbage til Korea og genoptog permanent sin skuespilkarriere. Hun og Jo blev skilt i 1987.
At komme tilbage efter en lang pause var en usædvanlig bedrift for en koreansk midaldrende skuespillerinde. Selvom de fleste skuespillerinder i hendes alder spillede klichéfyldte, selvopofrende mødre eller grove ajummas, førte Youns skuespil til, at hun blev castet i mere komplekse, stilfulde og uafhængige roller. I Baramnan gajok fra 2003
fik hun kritisk anerkendelse for sin nonchalante optræden som en svigermor der forsømte sin mand, der er døende med cancer, ved at have affære. Hendes ærlige og selvsikker persona manifesterede sig igen i E J-yongs Mockumentary Yeobaeudeul i 2009.
Youn fortsatte med at spille biroller i film og tv, såsom i Hanyo - tjenestepigen fra 2010. Hun blev genforenet med instruktøren Im Sang-soo for fjerde gang i Donui mat som en grusom chaebol-arving i centrum for det drama, der udfolder sig og berører temaerne korruption, grådighed og sex.
Youn sagde "Jeg har ikke noget imod at blive kaldt en gammel skuespillerinde, men jeg bekymrer mig om, hvordan jeg kan fortsætte min skuespilkarriere uden at ligne en gammel fjols."
I 2013 fik hun rollen som en kærlig mor til tre taberbørn i Song Hae-sungs Go-ryeong-hwa-ga-jok.
Senere samme år optrådte Youn i sit første reality-show Ggotboda Nuna, et rejseprogram filmet i Kroatien.
Efter at have været med på Ggotboda Nuna, har Youn udtalt, at hendes offentlige image blev mere positivt.
Youn medvirkede i to hovedroller i 2015: Kang Je-gyus Jang-su Sahng-hoe om romancen mellem en ældre supermarkedsansat og en blomsterbutiksejer,
og Canola om en kvindelig dykker på Jeju Island, der genforenes med sit barnebarn.
I 2020 havde hun en birolle i Minari hvor hun spiller en bedstemor i en koreansk-amerikansk familie i det landlige Arkansas. Hun vandt flere priser for sin rolle i filmen.